# ジューサーバー

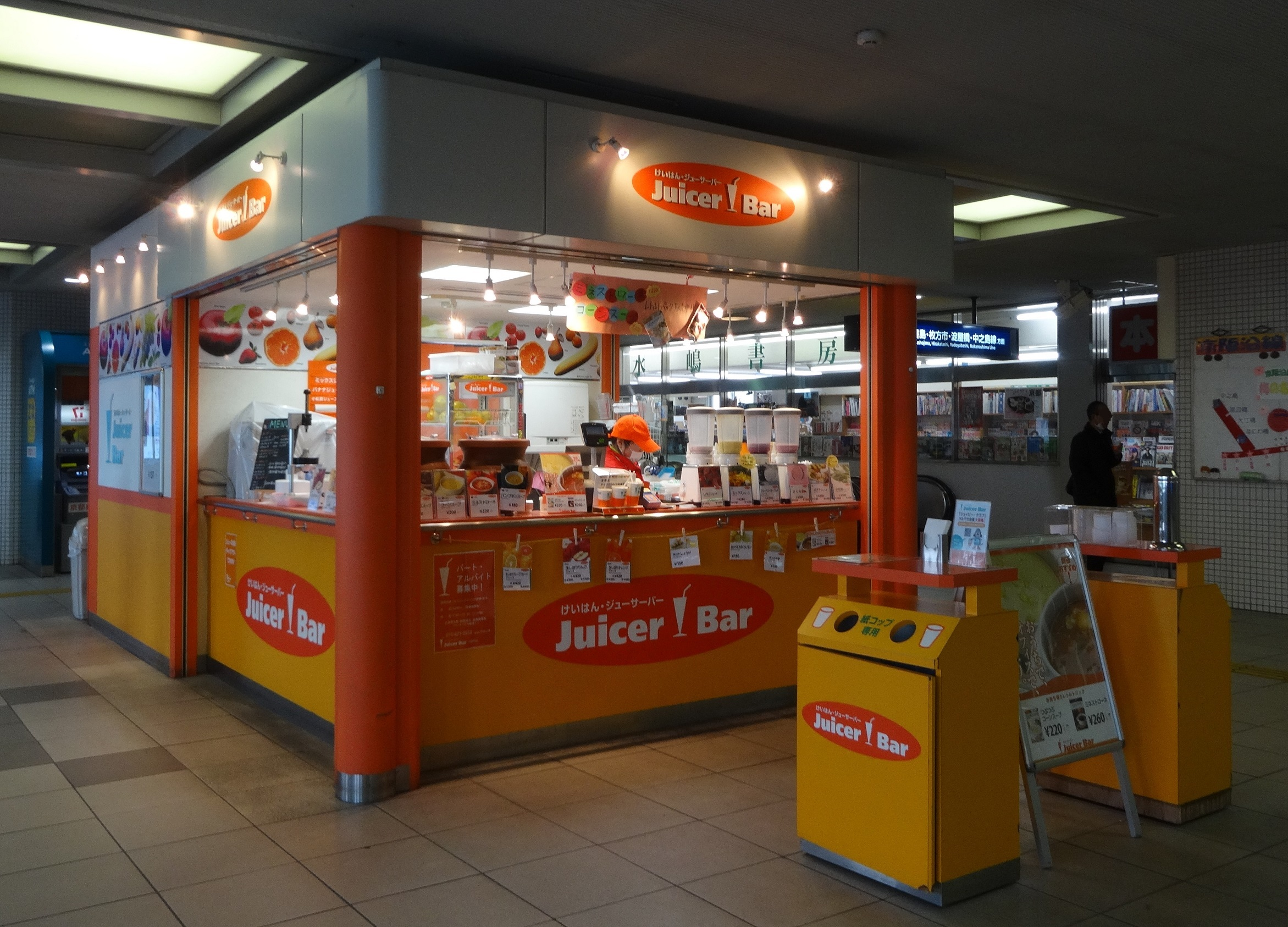
ジューサーバー丹波橋店（閉店済み）

ジューサーバー (Juicer Bar) は、京阪グループの株式会社カフェがフランチャイズ展開するフルーツまたは野菜を原料としたジュースをその場で提供するジューススタンドタイプの店舗である。明るいオレンジ色の看板がトレードマークになっている。
かつては、株式会社ジューサーバー・コーポレーションとして株式会社京阪レストランより独立して運営していたが、2015年（平成27年）に同社に吸収合併されている。

## 概要
ジューサーバーは、それまで高級品というイメージが強かったミックスジュースを庶民も手軽に飲めるようにするというコンセプトで2000年に開業した。そして関西のバラエティ番組『ごきげん!ブランニュ』の企画商品として2001年に生まれたミックスジュースもどき清涼飲料水「みっくちゅじゅーちゅ」が大ヒットすると「本物のミックスジュースが飲める店」として「ジューサーバー」は一躍人気店となって店舗数を増やした。
「ジューサーバー」の業態はごく限られたスペースで高収益を上げることが可能なことから、駅構内スペースの有効活用を目論む他社からも出店要請が相次ぎ、フランチャイズ契約により首都圏にも進出した。そのうち、東日本旅客鉄道（JR東日本）子会社のジェイアール東日本フードビジネス株式会社（JEFB、現：JR東日本クロスステーション）がフランチャイジーとして運営していた店舗は、のちに自社ブランドの「ハニーズバー」へ転換されたがその後2023年に全店閉店により消滅した。

## 歴史
- 2000年（平成12年）8月10日 - 京阪電気鉄道淀屋橋駅改札口外に、京阪電気鉄道株式会社（現：京阪ホールディングス）100%出資の株式会社京阪レストランが運営する、フレッシュジュースを売りにする「立ち飲み」ジュースバーとして第一号店が開店。
- 2000年（平成12年）から2002年（平成14年） - 京阪本線の主要駅構内や改札口外に出店。店名は「けいはんジューサーバー○○店」。
- 2003年（平成15年）
  - ジューサーバーの運営が好調なため、株式会社京阪レストランはジューサーバー部門を分離独立させ、株式会社ジューサーバー・コーポレーションを設立。出資比率は、京阪電気鉄道株式会社40%と京阪レストラン株式会社60%。京阪レストランは京阪電気鉄道の完全子会社であるため、同社も京阪電気鉄道の完全子会社である。本社所在地は京阪レストラン株式会社と同一。
  - このときからフランチャイズにより、京阪沿線ではない関東地区にも、埼玉県の東武東上線志木駅を皮切りに出店を開始。店名から「けいはん」を外し、「ジューサーバー○○店」と名乗るようになる。
- 2008年（平成20年）6月 - 商品の価格改定を実施。
- 2009年（平成21年）6月1日 - 大阪市営地下鉄四つ橋線西梅田駅近くに軽食・喫茶スタイルの「ウェルカムコーヒー」1号店である西梅田店をオープン（全店閉店済）。
- 2010年（平成22年）
  - ジューサーバー創業10周年記念に、マスコットキャラクター「ジェイビー（JuicerBarの頭文字をつなげたもの）」が誕生。
  - 直営店部門について会社分割（吸収分割）を行い、京阪レストランに承継させる。
- 2011年（平成23年）以降は鉄道系法人以外にもフランチャイズオーナーを募集し一時期ホームページにも募集掲載があった。
- 2015年（平成27年）4月1日 - 株式会社ジューサーバー・コーポレーションが株式会社京阪レストランに吸収合併。再び同社の「ジューサーバー営業部」となる。
- 2016年（平成28年）4月1日 - 持株会社化により親会社が京阪ホールディングスに社名変更（親会社との関係に変更はなし）
- 2016年12月 - 京阪ホールディングスが株式会社カフェの全株式を取得し子会社化[2]。
- 2017年（平成29年）
  - 9月以降毎月13日「ジューサーバーの日」として当日限りの割引などのキャンペーンを実施。
- 2021年（令和3年）12月31日 - 株式会社京阪レストランが、2022年1月1日を効力発生日として飲食事業を株式会社カフェに承継し解散[3][4]。

## 特徴
注文を受けてからミキサーを作動させるのは従来のジューススタンドと同じだが、牛乳や氷を入れて飲みやすくしてあるのが特徴。氷は仕込みを入れた時ではなく、注文を受けた後に入れる（大阪風ミックスジュースの手法である）。
ほとんどの店舗が駅構内にあることから、時間に追われている人でも飲みやすいよう一杯のサイズがやや小さめになっており、その分価格も低廉になっている。一部店舗では通常の1.4倍のLサイズも販売している。
京阪沿線店舗（淀屋橋/天満橋/京橋）では、ポイントカードの配布を行っている。一杯購入毎にシール貼付（1〜3枚、購入サイズで異なる）、20ポイントに達すると Sサイズ 一杯と交換でき、引換期限は発行月から一年後の月末（例:2016年6月発行→2017年6月末日まで）。ただし、同じ関西地区でもポイントカードを発行していない店舗では加算/交換はできない。なお、店舗名、ロゴマークや看板等からは省かれた「けいはん・」の文字が、2015年6月時点ではこのカードには残っている。

## 特徴的なメニュー
「そのまんまバナナ」はバナナ1本をそのまま渡すサービスで、かつてJR京都店（閉店済み）で提供をしていた。
過去には、一部店舗でミックスジュースソフトやテイクアウト専用のプライベートブランドの「ミックスジュースアイスクリームカップ」を販売していた。また公式ウェブサイトには掲載されていなかったが、宇治抹茶ソフト（200円）も販売していた。
新大阪駅店と成田空港店では他店では提供していない試験的なメニューを提供していた。2006年冬頃は「つぶつぶコーンスープ」（200円）を提供しており、翌シーズンには全店で従来のコーンスープに代わって提供を開始した。その他の限定メニューとしては「ミックスジュース」や「バナナジュース」のフロートなどがあった。
2008年冬よりスープ類の値上げとバージョンアップが行われた。なお他のホットドリンクの価格は据え置き。この頃からオニオンスープに粉チーズを入れることが可能になった（前シーズンまではクルトンのみ入れることが出来た）。
2009年に一部の店舗で「石垣島パインジュース」「ワイルドブルーベリーヨーグルト」、「ワイルドブルーベリーとオレンジ黒酢」の試験販売が行われた。
「梨ジュース」は店舗により異なる品種（幸水と20世紀梨の2種類）を使っている（品種名はプライスカードに記載）。
2010年には北海道千歳産「ハスカップジュース」の試験販売が行われた。また、3月13日公開の映画『時をかける少女』とコラボレーションした商品「さくら」（チェリーとラズベリー）を3月1日より一部店舗で期間限定で販売、3月13日から6月13日まで東京都台東区の国立科学博物館で開催された「大哺乳類展 - 陸のなかまたち」とコラボレーションした商品「グリーンランド」（小松菜とキーウィ）を3月13日より関東地区の一部店舗で期間限定で販売した。それ以降もイベントやコンテンツとコラボレーションしたジュースを期間限定、店舗限定で販売している。

## 店舗
2025年5月現在、3店舗を展開している。
本社が大阪にあることから、フランチャイズ契約により大量出店につながり、2003年以降は関東地区での出店が目立っていた。親会社の京阪電気鉄道（現：京阪ホールディングス）が2006年（平成18年）に東京証券取引所第一部に上場したことを機に、2008年（平成20年）度までに関東地区をはじめとした日本各地の主要都市に計60店を展開する計画であったが、出店と不採算店の閉鎖を繰り返しているため、達成されずに2022年に株式会社カフェへ経営譲渡されてしまった。
九州地区に出店した店舗は2011年2月末に閉店。2012年には東北地方にも進出したが2013年10月末に閉店。東海地方には2013年に初の出店を果たしたが、2015年8月に「名駅テルミナ店」の閉店により東海地方の店舗も消滅した。
関東地区に出店した店舗も2023年3月末までに全店閉店し、これにより店舗は関西地区のみとなった。
現存する店はICOCAやPiTaPaといった交通系電子マネー決済が利用できる。またかつて営業していた関東地区や京都市内の店でもSuicaやPASMOなどの交通系ICカード、京阪沿線各店ではPiTaPaが利用できた。当初はレジの設置はなかったが、店舗ごとに順次設置され最終的には全店舗にレジか食券販売機が設置された。

### 現行店舗
- 京橋店 - 2002年7月開店。初のホーム上店舗、出町柳方面（上り）ホーム上。2015年4月13日リニューアルオープン。
- 新幹線新大阪店 - 2010年1月11日に一度閉店したが2012年8月に復活。
- ファルコンカフェ店 - 2024年4月26日開店。京阪本線枚方公園駅が最寄り駅のテーマパークひらかたパーク内にあるファルコンカフェの店舗、当店限定としてホイップ入りメニュー（3種）がある。

### 過去に存在した店舗

#### 関西地区
- 堂島店 - 駅外展開第一号店。花屋併設店舗。
- 須磨サテライト店 - 2008年と2005年と2013年の8月に、JR神戸線須磨駅構内にて1か月の期間限定で営業。通常店舗と若干異なるメニューを提供していた。
- JR京橋サテライト店 - 2009年夏季に改札内に期間限定で営業していた。
- 茨木店 - 2009年閉店。
- 香里園店 - 2004年開店、2009年閉店。
- 寝屋川店 - 2010年11月30日閉店。
- ウェルカムコーヒー西梅田店 - 2011年閉店。コーヒー・軽食など喫茶店メニューも販売していた。
- 地下鉄京都店 - 2012年閉店。
- すみのどう店 - 2010年10月開店、2016年閉店。
- 天王寺ミオプラザ店 - 2014年3月14日開店、2017年閉店。他店とメニューや価格が異なり、高級志向・実験的要素が強かった。
- 地下鉄四条店 - 2017年閉店。
- 丹波橋店 - 関西地区第二号店。2018年閉店。
- JR京都店 - 2018年閉店。
- 淀屋橋店 - 第一号店。2000年8月10日開店、2020年閉店。
- 枚方市店 - 2020年閉店。
- パナンテ京阪 天満橋店 - 閉店時期不明。
- ホワイティうめだ店 - 2014年4月11日開店、閉店時期不明。立花エンターテインメント・ワン株式会社FC店舗。

#### 関東地区
- アルカード赤羽店 - 関東地区FC第一号店。駅ビルテナント店舗。
- 志木店 - 関東地区直営第一号店。構内改装工事のため閉店。改装終了後も営業再開せず。
- 三鷹店 - 駅舎内改装にあわせそのまま閉店。
- エキュート立川店 - 2008年6月16日に駅ナカ商業施設に開店した高品質店舗。マンゴーフロートなど他店と異なるメニューを販売していたが、同年10月6日に営業を終了した。
- 拝島店 - 2008年11月閉店。
- 八王子店 - 2009年閉店。
- 立川店 - 2009年閉店。
- 西国分寺店 - 2009年閉店。かつてお笑いコンビ・椿の松尾潤平がアルバイトをしていた。
- 国分寺店 - 2009年閉店。かつてお笑いコンビ・イヌコネクションの戸川創太がアルバイト中に同僚の杉浦元と知り合いコンビを結成した。また同時期に歌手・作詞家・タレントの弓倉真も在籍していた。
- 吉祥寺店 - 2009年閉店。
- 新秋津店 - 2006年開店、2009年閉店。
- 西船橋店 - 構内改装工事にあわせ閉店。
- 成田空港店 - 2010年1月17日閉店。商品と価格が通常店舗と異なっていた。
- 中山店 - 2010年秋に閉店。
- 上野店 - 2006年開店、2010年秋に閉店。
- 相鉄ジョイナス店 - 2010年秋に閉店。
- 新橋店 - 2010年秋に閉店。
- 南越谷店 - 2010年11月30日閉店。
- 赤羽店 - 2010年11月30日閉店。
- 市川店 - 2012年10月23日開店、閉店日不明。
- TX八潮駅店 - イベント「八潮の夏だ!夜市だ!2010」開催日の2010年7月30日・31日の期間営業。
- 海浜幕張店 - 2011年閉店。
- 小岩店 - 2011年閉店。
- 新京成新津田沼店 - 2011年閉店。出店当初は駅ホームに立地していたが、その後改札外に移転。
- 府中店 - 2011年閉店。改札外店舗だった。
- シャポー船橋店 - 2011年閉店。
- 新木場店 - 2012年閉店。
- 大宮店 - 2013年1月25日閉店。
- 渋谷店 - 2013年1月27日閉店
- 恵比寿東口店 - 2013年1月27日閉店。
- 町田店 - 2013年1月27日閉店。
- 京急横浜店 - 2013年閉店。
- 京成津田沼店 - 2013年3月開店、2014年9月閉店。
- 南町田店 - 2013年4月開店、2014年9月閉店。
- 南浦和店 - JR東日本子会社フランチャイズ第1号。2003年2月開店、2015年1月31日閉店。
- 綱島店 - 2015年閉店。
- ヨドバシakiba店 - 2015年10月25日閉店。
- シャポー本八幡店 - 2016年閉店。
- 長津田店 - 2016年閉店。
- 秋葉原東西自由通路店 - 2015年7月29日開店、2017年4月23日閉店。ジェイアール東日本都市開発フランチャイズ店舗、FC側公式サイトの店舗表記は「ジューサーバー秋葉原店」。同社系FC店舗は当店の営業終了をもって消滅。
- 武蔵小山店 - 2010年開店、2017年閉店。
- 京成高砂店 - 2017年閉店。
- 京成船橋店 - 2020年閉店。
- エキア北千住店 - 2020年閉店。
- 水戸エクセル店 - 2018年閉店。
- 横浜ポルタ店 - 2015年4月29日開店、横浜新都市サービス株式会社FC店舗。2019年閉店。
- 京急川崎店 - 初代店舗のあった場所が駅改装で地下街「川崎アゼリア」入口となったため一時は閉店したが、2008年9月11日に改札内に店舗移転して営業再開。2021年3月末に閉店。
- 小田急町田店 - 2021年3月末に閉店。
- 小田急厚木店 - 2021年3月末に閉店。
- エキア池袋店 - 2022年12月7日閉店。旧東武池袋店（東武東上線池袋駅改札内）
- TX北千住店 - 2023年3月31日閉店。関東地区最後の店舗。
- 西武高田馬場店 - 閉店時期不明。西武鉄道の駅構内にあるため、西武ライオンズ開幕セール・感謝セール・応援セールを行う場合があった。また「プリンスカード」加盟店でありプリンスポイントを貯めることができた。

#### その他地区
- 西鉄福岡（天神）店 - 2011年閉店。九州唯一の直営店舗だった。
- アウガ青森店 - 2012年9月8日開店、2013年10月31日閉店。東北地方唯一の店舗だった。
- 名駅太閤通北口店 - 2013年2月21日開店、2015年閉店。
- 名駅テルミナ店 - 2013年2月21日開店、2015年8月閉店。愛知県で展開していた店舗。太閤通店と共に東海キヨスクのFC経営。

## 直営店
以下の各店はジューサーバーコーポレーション直営店（のちに京阪レストランのジューサーバー営業部）であった。
関西地区
- 須磨サテライト、茨木、JR京都、地下鉄京都、淀屋橋、天満橋、京橋、枚方、くずは、丹波橋、香里園、新大阪、西梅田（ウェルカムコーヒー）

関東地区
- 志木、エキア池袋、西武高田馬場、TX北千住、ヨドバシakiba、本八幡、船橋、京急横浜、京急川崎、京成津田沼、新京成新津田沼、京成船橋、相鉄ジョイナス、府中、成田空港、南町田、綱島、長津田、京成高砂、エキア北千住、小田急町田、小田急厚木

その他地区
福岡（天神）

## 過去のフランチャイズ加盟会社
- ジェイアール東日本フードビジネス株式会社 (JEFB、のちのJR東日本クロスステーション) →　自社ブランド「ハニーズバー」へ転換。
- ジェイアール東日本都市開発 - かつて南浦和店と中山店と秋葉原駅東西自由通路店を営業していたが2017年までに全店営業終了。
- ジェイアールかいじ企画開発 - かつて八王子店・立川店・西国分寺店・国分寺店・三鷹店・吉祥寺店を営業。
  - JR東日本の駅構内の店は、ジェイアール東日本フードビジネス（JEFB）、ジェイアール東日本都市開発（南浦和店と中山店と秋葉原駅東西自由通路店）、ジェイアールかいじ企画開発（中央線・武蔵野線沿線）がフランチャイズ契約を結んで出店していたが2017年までに全店閉店している。
- 横浜新都市サービス株式会社 - かつて横浜ポルタ店を営業。
- 東海キヨスク株式会社 - かつて名駅太閤通北口店と名駅テルミナ店を営業。
- また社名は不明だがアウガ青森店もフランチャイズであった。
- 立花エンターテインメント・ワン株式会社　- ホワイティうめだ店。